# 路易斯·库维利亚
路易斯·库维利亚（全名：路易斯·阿尔韦托·库维利亚·阿尔梅达，本名，1940年3月28日—2013年3月3日），乌拉圭足球历史上最著名足球运动员和教练之一。
球员时期司职前锋，先后为所属俱乐部获得过16次冠军头衔，并代表国家队参加三届世界杯（1962年、1970年和1974年），在国际足球历史和统计联合会评选的南美世纪最佳球员中排名第11位。
退役后转为足球教练，再次取得巨大成功，率领俱乐部先后取得过17次冠军头衔，并曾执教乌拉圭国家足球队。

## 球员生涯
库维利亚1940年生于派桑杜，在派桑杜青年队开始了足球职业生涯，绰号“黑人”（El Negro）。

### 俱乐部
1957年，库维利亚加入佩那罗尔足球俱乐部，帮助球队自1958年至1961年连续四年取得乌拉圭足球甲级联赛冠军，同期又取得1960年和1961年南美解放者杯冠军，1961年洲际杯冠军。
1962年，加盟西班牙巴塞罗那足球俱乐部，并协助球队捧起1963年西班牙国王杯。
1964年，重返南美，加盟阿根廷河床队，成为其绝对主力，出场129次，攻入31球。
1964年，重返乌拉圭，加盟民族足球俱乐部，并再次取得辉煌战绩，帮助俱乐部连续取得1969年至1972年四届联赛冠军，并在1971年和1972年两度捧起洲际杯冠军。
1975年，加盟圣地亚哥早晨体育俱乐部，1976年转投防卫者体育俱乐部并取得联赛冠军，之后退役。

### 国家队
1959年至1974年，库维利亚效力于乌拉圭国家队，共出场38次，打进11球。期间，曾出战1962年、1970年和1974年三届世界杯，出场9次，打进2球。

## 逝世
路易斯·库维利亚曾长期罹患胃癌，2013年2月19日进行手术后病情恶化，3月3日不治逝世。